# Теорема на Гаус-Остроградски
Теоремата на Гаус-Остроградски е резултат от векторния анализ, който представя зависимостта между дивергенцията на едно векторно поле и потока на полето през затворена повърхност.
Теоремата следва от един специален случай на теоремата на Стокс, която от своя страна обобщава основния израз в интегралното и диференциално смятане.

## Формулировка
Дадено е: {\displaystyle V\subset \mathbb {R} ^{n}} компактно множество с частично гладка граница {\displaystyle A}. Векторното поле {\displaystyle {\vec {F}}} е непрекъснато върху границата на V и непрекъснато и диференцируемо вътре в областта {\displaystyle V}, а {\displaystyle {\vec {n}}} е нормала излизаща от елемента площ {\displaystyle dA}. Тогава е в сила:
{\displaystyle \int _{V}\operatorname {div} {\vec {F}}\;\mathrm {d} V=\oint _{A}{\vec {F}}\cdot {\vec {n}}\;\mathrm {d} A.}

## Приложение
Теоремата е от особена важност във физиката, особено в електромагнетизма (например, при решаването на задачи, свързани с някои от уравненията на Максуел, виж Теорема на Гаус) и хидродинамиката (чийто математически апарат също включва векторния анализ).

## История
Първи използва теоремата Жозеф Луи Лагранж през 1762 г. По-късно, независимо от Лагранж и един от друг, теоремата откриват и Карл Фридрих Гаус (1813) и Джордж Грийн (1825). Първото доказателство на теоремата е дадено от Михаил Остроградски през 1831 г.